# 2025年7月中国大陆

## 7月1日
- 甘肃省天水市麦积区一幼儿园被发现发生集体铅中毒事件。[1]

## 7月6日
- 南京阿红事件38岁焦姓嫌疑人被捕。[2]

## 7月16日
- 杭州市余杭区仁和街道等部分地区发生自来水污染事件。[3]

## 7月22日
- 四川省绵阳市江油市某中学15岁刘姓女学生与14岁赖姓女学生发生矛盾，发生校园欺凌。[4]

## 7月23日
- 辽宁省东北大学的6名学生在中金黄金控股子公司中国黄金集团内蒙古矿业有限公司参观时，坠入浮选槽死亡，公司于次日发布情况公告。[5]